# Eleonora Vogelsang
Eleonora Vogelsang o La mia vita per il tuo onore (Monica Vogelsang) è un film muto del 1920 diretto da Rudolf Biebrach.

## Produzione
Il film fu prodotto dalla Messter Film GmbH (Berlin).

## Distribuzione
Distribuito dall'Universum Film (UFA), uscì nelle sale cinematografiche tedesche, presentato alla Mozartsaal di Berlino il 2 gennaio 1920. In Italia, il film fu distribuito nel 1920 con il titolo Eleonora Vogelsang, ottenendo il visto "approvato con riserva" nell'agosto di quell'anno.